# Фомозы

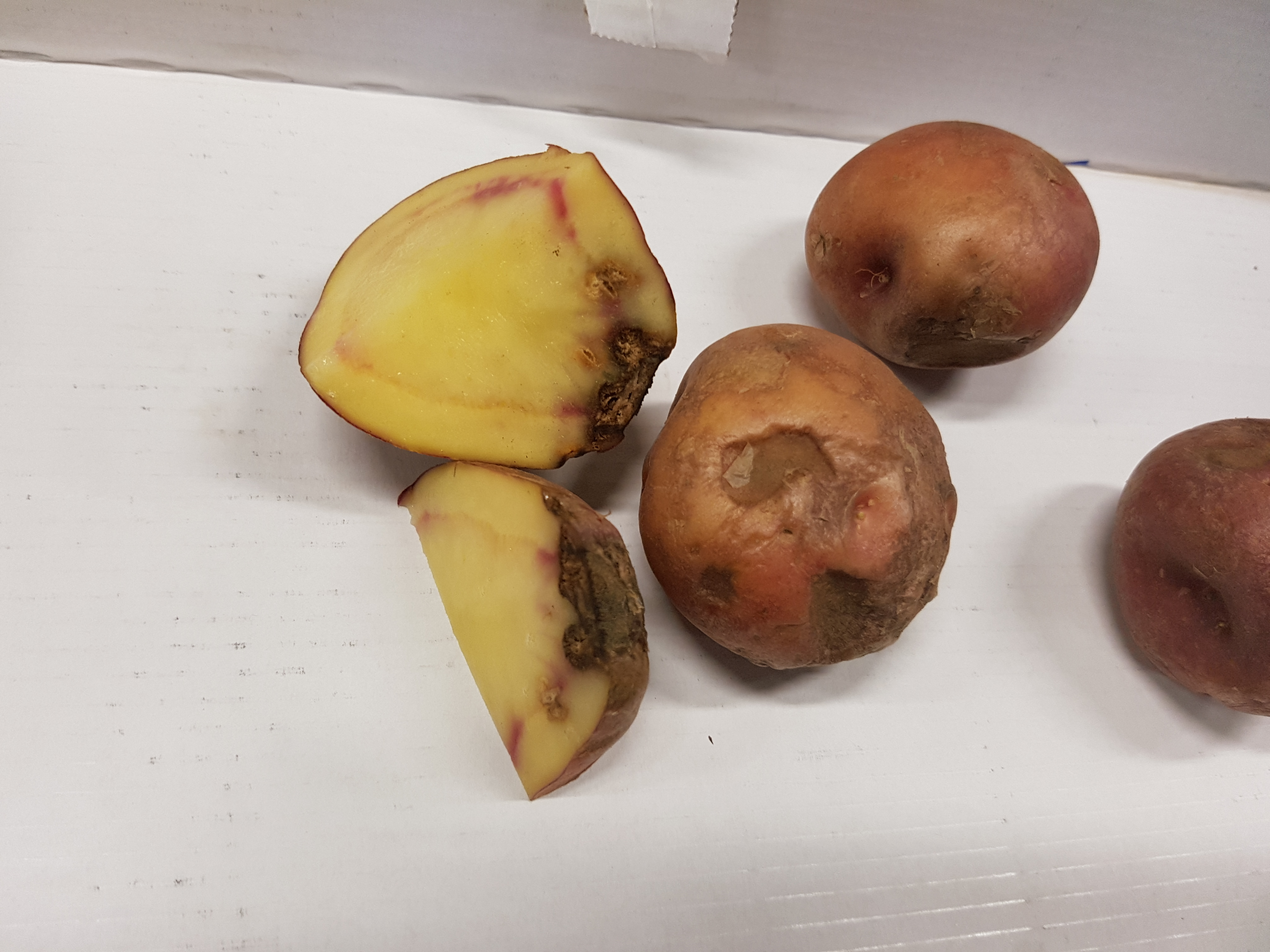
Признаки фомоза на клубнях картофеля

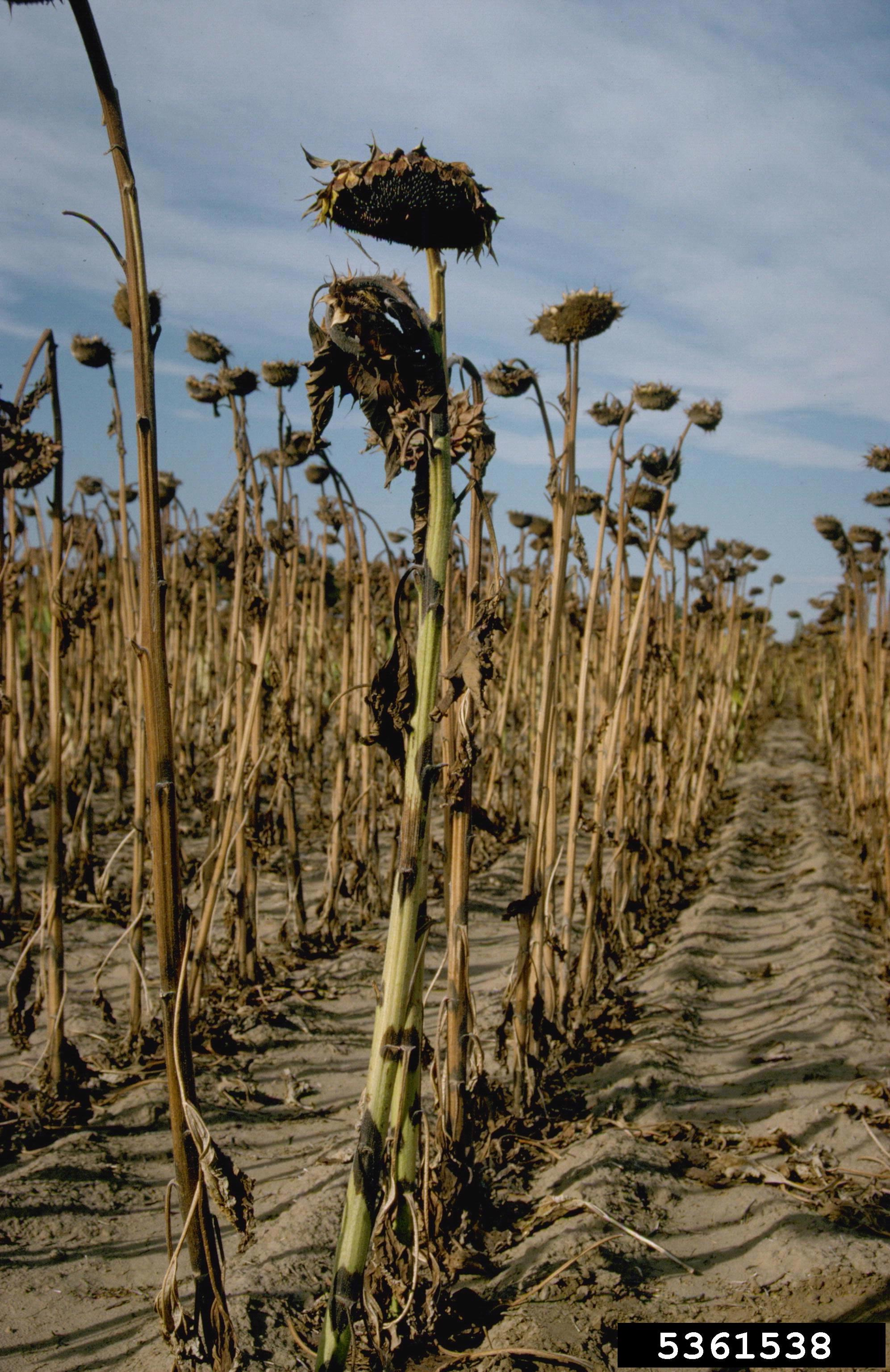
Фомоз подсолнечника

Фомозы — болезнь растений, вызываемая несовершенными грибами из рода Phoma.
Поражает растения разных семейств, вызывая сухие гнили и некрозы. На стеблях и листьях образуются многочисленные чёрные пикниды. Возбудитель сохраняется в растительных остатках, клубнях и семенах; распространяется в виде пикноспор.
Наиболее часто встречаются фомозы:
— моркови (возбудитель Phoma rostrupii): поражает все органы включая корни; на листьях и стеблях появляются серовато-коричневые полоски или пятна, покрытые пикнидами, затем инфекция переходит на корнеплод; в период зимнего хранения начинается гниение поражённых тканей.
— капусты (возбудитель Phoma lingam): поражает все надземные части, а также корневую шейку всходов; проявляется в виде сухих светло-бурых пятен с тёмным окаймлением. Широко распространён и может уничтожать до 50 % урожая, особенно в тёплую влажную погоду. Тот же возбудитель может поражать и другие крестоцветные: репу, брюкву и пр.
— томатов (возбудитель Phoma destructiva): проявляется преимущественно на плодах, в форме бурого пятна у основания; затем загнивает внутренняя часть плода; зелёные плоды при этом не вызревают и опадают.
— свёклы (возбудитель Phoma betae): на листьях появляются бурые округлые некротические пятна, часто сливающиеся друг с другом. При хранении корнеплодов на них появляется чёрная сухая гниль.
— картофеля (возбудитель Phoma solanicola): на стеблях и черешках появляются небольшие некрозы, которые затем превращаются в коричневые мокнущие пятна; заболевание ведёт к гибели растения. На клубнях при хранении образуются вдавленные пятна и язвы.
Кроме того, существуют фомозы тмина, лаванды, фенхеля, чайного куста и др.
Меры борьбы — использование устойчивых сортов, протравливание семян, опрыскивание фунгицидами, севооборот, уничтожение растительных остатков.